# Marie-Alexandre Guénin
Scènes principales
- Concert Spirituel
- Opéra de Paris

Marie-Alexandre Guénin, né le 20 février 1744 à Maubeuge et mort le 22 janvier 1835 à Étampes, est un compositeur, violoniste, et pédagogue français.

## Biographie
Marie-Alexandre Guénin naît le 20 février 1744 à Maubeuge. Montrant, dès six ans, des dons pour le violon, son père l'envoie étudier à Paris où il est l'élève de Nicolas Capron, de Pierre Gaviniès et de François-Joseph Gossec.
Entré au service de Louis XVI à la fin des années 1770, il donne des concerts au Petit Trianon et fait fonction d’intendant de la musique du prince de Condé. En 1783, il est nommé premier violon de l’opéra et le reste jusqu'en 1803. en 1809, il est au service de Charles IV, roi d’Espagne puis en exil en France, et en 1814, obtient de Louis XVIII un poste de second violon à la musique de la Chapelle-Royale aux Tuileries.
Sur la fin de sa vie, il se retire chez sa fille Marie-Alexandre à Étampes où il meurt le 22 janvier 1835.
Un tableau représentant Marie-Alexandre Guénin, réalisé par François Dumont, est visible au musée du Louvre.

## Hommage
Le conservatoire de musique de Maubeuge porte son nom.

## Pour approfondir

### Discographie
- Marie-Alexandre Guénin, Musique de c
- Ensemble Hémiola